# Mirisch Company
Pour les articles homonymes, voir Mirisch.
La Mirisch Company (connue aussi sous les noms de Mirisch Pictures, Inc., Mirisch Corporation et Mirisch Production Company), fondée par Walter Mirisch et ses frères Marvin Mirisch et Harold Mirisch en 1957, est une société de production de cinéma américaine. 

## Faits marquants
Walter Mirisch commence sa carrière de producteur chez Monogram Pictures avec Fall Guy (1947) et les serials des Bomba.
Les frères Mirisch contrôlent la production de Allied Artists, filiale de Monogram, créée en 1946, où ils engagent sous contrat John Huston, William Wyler et Billy Wilder. Ces deux derniers livrent, respectivement, La Loi du Seigneur et Ariane, qui sont des succès critiques mais pas publics.
La Mirisch Company est créée en août 1957. Un mois plus tard, elle signe un contrat de 12 films avec United Artists (UA), lequel est étendu à 20 films en 1959. En 1963, un nouveau contrat de 20 films est signé et UA acquiert la Mirisch Company. Les frères Mirisch conservent leurs postes à la compagnie et continuent de louer leurs bureaux au Samuel Goldwyn Studio. 
En 1964 est créée Mirisch Films Ltd au Royaume-Uni, laquelle produit une poignée de films, dont Quand l'inspecteur s'emmêle.
Fonctionnant comme une société de portage salarial, la Mirisch Company produit 58 films pour United Artists, commençant avec Fort Massacre (1958) et se poursuivant avec Certains l'aiment chaud (1959) , Les Cavaliers, La Garçonnière, Les Sept Mercenaires (1960), West Side Story (1961), La Panthère rose, La Grande Évasion (1963), Dans la chaleur de la nuit (1967) et se terminant avec Mr. Majestyk en 1974. À partir de cette date, la Mirisch Company ne produit plus qu'une poignée de films, essentiellement pour Universal Pictures.  
Sous la bannière Mirisch-Geoffrey-DePatie-Freleng, la Mirisch produit de 1964 à 1980 la série de dessins animés La Panthère rose, toujours distribuée en salles par UA.
À la télévision, la Mirisch n'arrive pas à placer le pilote d'une série dérivée de Certains l'aiment chaud en 1961, mais a plus de succès avec Les Rats du désert, produit avec Lee Rich en 1966 pour ABC et Les Sept Mercenaires en 1998 pour CBS.

## Films produits

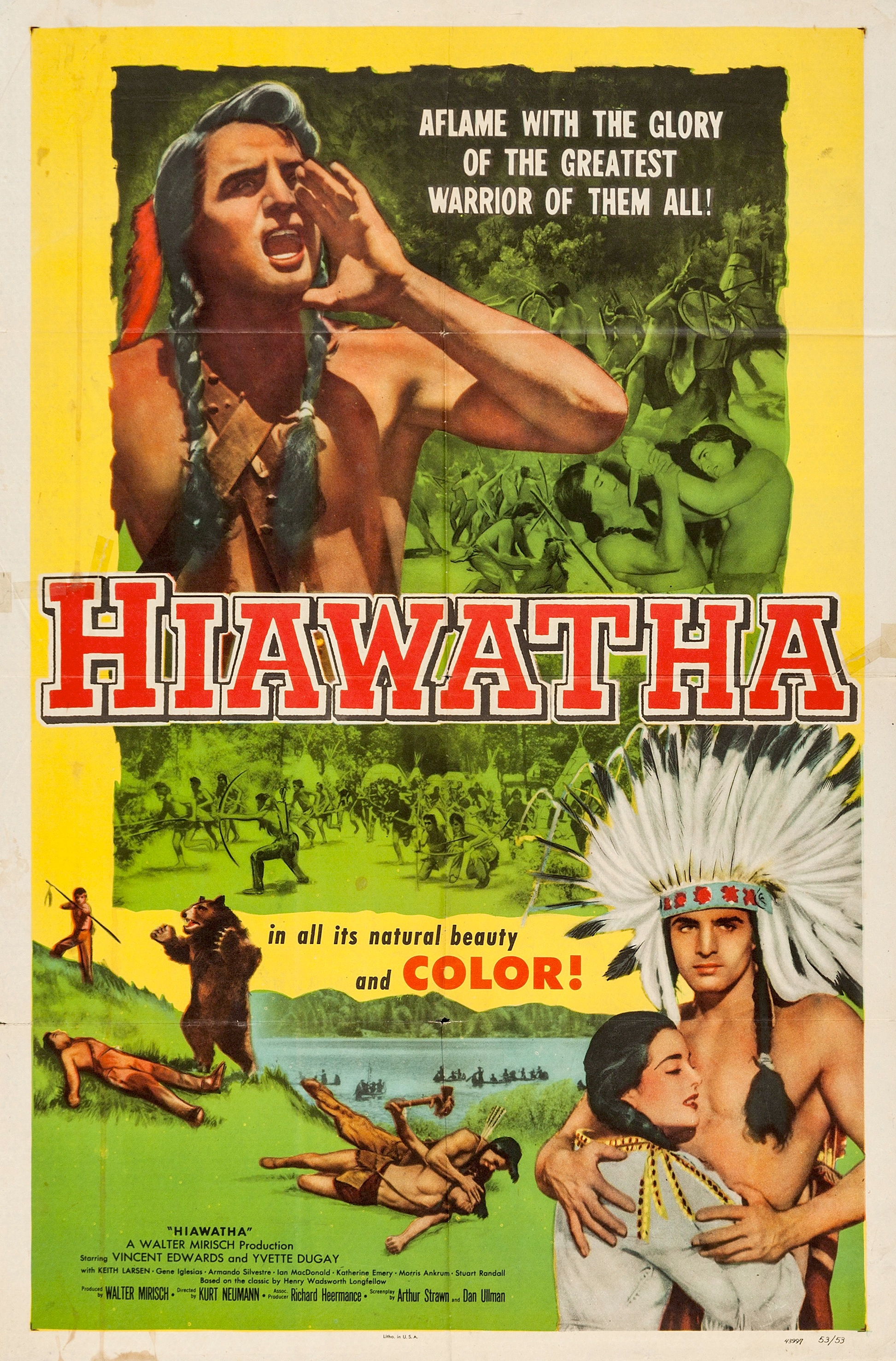
Affiche du film Hiawatha, produit par Walter Mirisch Productions en 1952.

### Années 1950
- 1952 : Hiawatha de Kurt Neumann
- 1958 : Fort Massacre (Fort Massacre) de Joseph M. Newman
- 1958 : L'Homme de l'Ouest (Man of the West) d'Anthony Mann
- 1959 : Certains l'aiment chaud (Some Like It Hot) de Billy Wilder
- 1959 : Le Révolté (Cast a Long Shadow) de Thomas Carr
- 1959 : L'Homme dans le filet (The Man in the Net) de Michael Curtiz
- 1959 : Le Shérif aux mains rouges (The Gunfight at Dodge City) de Joseph M. Newman
- 1959 : Les Cavaliers (The Horse Soldiers) de John Ford

### Années 1960
- 1960 : La Garçonnière (The Apartment) de Billy Wilder
- 1960 : Les Sept Mercenaires (The Magnificent Seven) de John Sturges
- 1961 : Ville sans pitié (Town Without Pity) de Gottfried Reinhardt
- 1961 : Par l'amour possédé (Love Possessed) de John Sturges
- 1961 : West Side Story (West Side Story) de Robert Wise
- 1961 : Un, deux, trois (One, Two, Three) de Billy Wilder
- 1961 : La Rumeur (The Children's Hour) de William Wyler
- 1962 : Le Shérif de ces dames (Follow That Dream) de Gordon Douglas
- 1962 : Un direct au cœur (Kid Galahad) de Phil Karlson
- 1962 : Deux sur la balançoire (Two for the Seasaw) de Robert Wise
- 1963 : Irma la douce (Irma la Douce) de Billy Wilder
- 1963 : La Panthère rose (The Pink Panther) de Blake Edwards
- 1963 : Le Tumulte (Toys in the Attic) de George Roy Hill
- 1963 : Les Heures brèves (Stolen Hours) de Daniel Petrie
- 1963 : La Grande Évasion (The Great Escape) de John Sturges
- 1963 : Les Rois du soleil (Kings of the Sun) de Jack Lee Thompson
- 1964 : Quand l'inspecteur s'emmêle (A Shot in the Dark) de Blake Edwards
- 1964 : Mission 633 (633 Squadron) de Walter Grauman
- 1964 : Embrasse-moi, idiot (Kiss Me, Stupid) de Billy Wilder
- 1965 : Station 3 ultra secret (The Satan Bug) de John Sturges
- 1965 : Sur la piste de la grande caravane (The Hallelujah Trail) de John Sturges
- 1965 : À corps perdu (A Rage to Live) de Walter Grauman
- 1965 : Le démon est mauvais joueur (Return from the Ashes) de Jack Lee Thompson
- 1966 : L'Ombre d'un géant (Cast a Giant Shadow) de Melville Shavelson
- 1966 : Les Russes arrivent (The Russians Are Coming The Russians Are Coming) de Norman Jewison
- 1966 : Qu'as-tu fait à la guerre, Papa ? (What Did You Do in the War, Daddy ?) de Blake Edwards
- 1966 : Le Retour des sept (Return of the Magnificent Seven) de Burt Kennedy
- 1966 : Hawaï (Hawaii) de George Roy Hill
- 1966 : La Grande Combine (The Fortune Cookie) de Billy Wilder
- 1967 : How to Succeed in Business Without Really Trying (How to Succeed in Business Without Really Trying) de David Swift
- 1967 : Dans la chaleur de la nuit (In the Heat of the Night) de Norman Jewison
- 1967 : Sept secondes en enfer (Hour of the Gun) de John Sturges
- 1967 : Un si gentil petit gang (Fitzwilly) de Delbert Mann
- 1967 : L'Infaillible Inspecteur Clouseau (Inspector Clouseau) de Bud Yorkin
- 1968 : La Party (The Party) de Blake Edwards
- 1968 : Le Raid suicide du sous-marin X1 (Submarine X-1) de William A. Graham
- 1968 : L'Affaire Thomas Crown (The Thomas Crown Affair) de Norman Jewison
- 1969 : Davey des grands chemins (Sinful Davey) de John Huston
- 1969 : Les Colts des sept mercenaires (Guns of the Magnificent Seven) de Paul Wendkos
- 1969 : The First Time (The First Time) de James Neilson
- 1969 : Some Kind of a Nut (Some Kind of a Nut) de Garson Kanin

### Années 1970
- 1970 : Colère noire (Halls of Anger) de Paul Bogart
- 1970 : Le Maître des îles (The Hawaiians) de Tom Gries
- 1970 : Le Propriétaire (The Landlord) de Hal Ashby
- 1970 : Appelez-moi Monsieur Tibbs (They Call Me Mister Tibbs !) de Gordon Douglas
- 1970 : La Vie privée de Sherlock Holmes (The Private Life of Sherlock Holmes) de Billy Wilder
- 1971 : L'organisation (The Organization) de Don Medford
- 1971 : Un violon sur le toit (Fiddler on the Roof) de Norman Jewison
- 1972 : Avanti ! (Avanti !) de Billy Wilder
- 1972 : La Chevauchée des sept mercenaires (The Magnificent Seven Ride) de George McCowan
- 1973 : Scorpio (Scorpio) de Michael Winner
- 1974 : Du sang dans la poussière (The Spikes Gang) de Richard Fleischer
- 1974 : Mr. Majestyk (Mr. Majestyk) de Richard Fleischer
- 1976 : La Bataille de Midway (Midway) de Jack Smight
- 1978 : Sauvez le Neptune (Grey Lady Down) de David Greene
- 1978 : Même heure, l'année prochaine (Same Time, Next Year) de Robert Mulligan
- 1979 : Dracula (Dracula) de John Badham

### Années 1980
- 1983 : La Fille sur la banquette arrière (Romantic Comedy) d’Arthur Hiller